# 成人期のADHD自己記入式症状チェックリスト
成人期のADHD自己記入式症状チェックリスト(英: Adult ADHD Self-Report Scale、略称ASRS)とは、患者が注意欠陥・多動性障害(以下ADHD)の症状を呈しているか確認するために患者に記入してもらうアンケート形式になっている問診票である。この問診票は精神障害の診断と統計マニュアルのDSM-IV-TR (2000年)に定義されているADHDの診断基準に基づいて18項目の質問から構成されており、円滑な診断に役立てられる。
質問はパートAとパートBに分類されており、過去6箇月ほどの期間にどの程度の頻度で経験したかを5段階評価（リッカート尺度）で記入してもらう。パートAの6問中4問以上で高いスコアが得られるならばADHDである可能性が高くスクリーニングに用いることができ、パートBのスコアからより詳しく症状の特性を知ることができるように工夫されている。
2005年にバージョン1.1の開発が、世界保健機関と、レオナルド・アドラー、ロナルド・ケスラー、トーマス・スペンサーからなるADHDワーキンググループによってなされた。